# Füzet

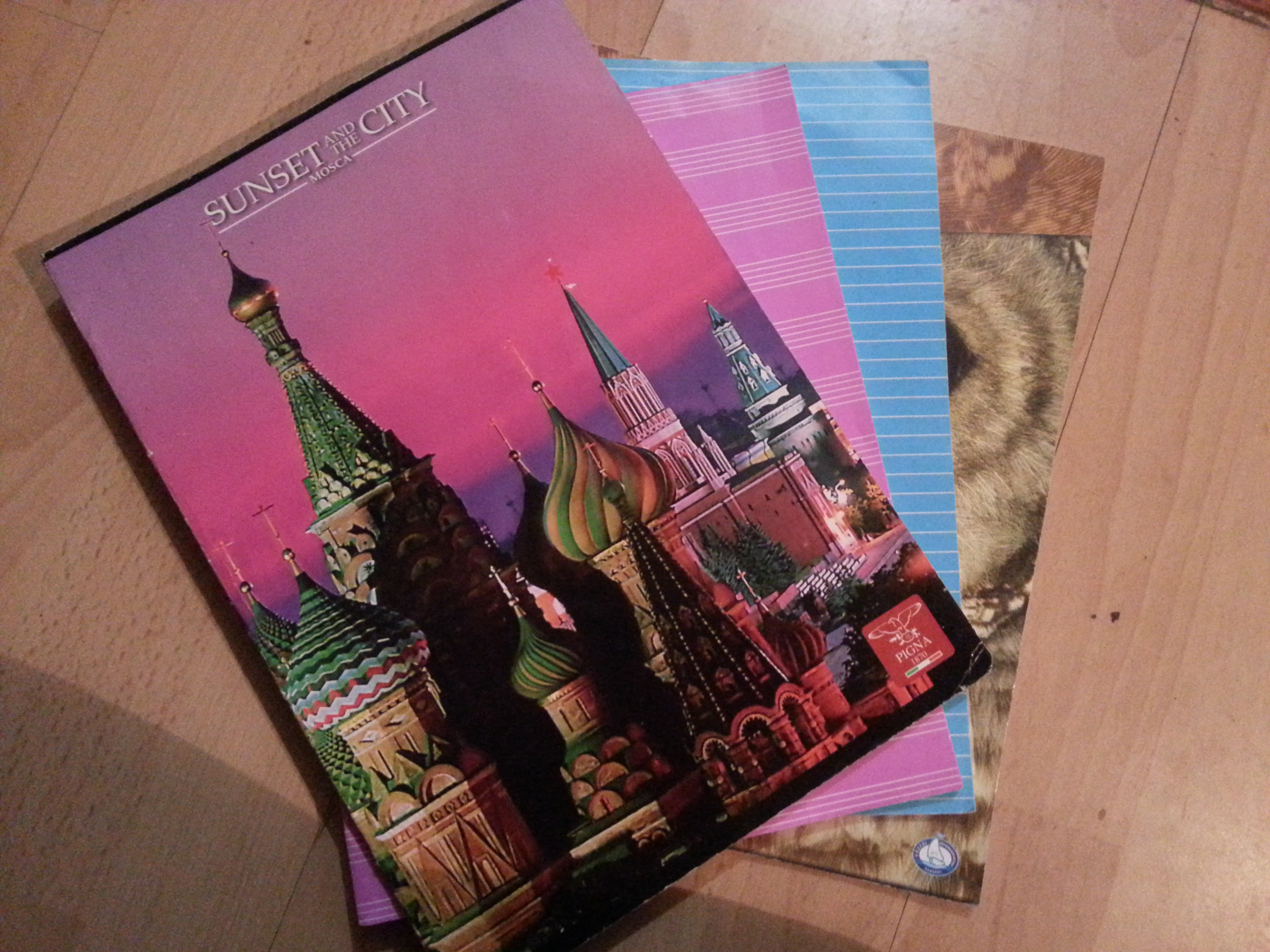
Mintás és sima füzetek

A füzet egy papírból készült tárgy, amelybe iskolások és felnőttek írnak, rajzolnak. A legtöbb füzetet a diákok használják az iskolákban.

## Előállítása
A füzetlapokat méretre vágják (A4, A5, A6 a leggyakoribb), majd egy tűzőgép segítségével hozzáfogják a füzet borítójához.
A borító lehet sima (füzetfajtánként más-más szín/minta), mintázatos vagy esetleg vastagabb kartonból. Egyes füzetek úgynevezett „spirál” füzetek, amelyeket nem tűzőkapocs [fog össze], hanem egy spirálra fűzték a lapokat.

## Fajtái
Sima, kockás, vonalas.
- Sima:

Ebbe a füzetbe a diákok legtöbbször matematika, fizika és kémia órán jegyzetelnek. Alsóbb osztályokban még rajzfüzetnek lehet kérni.
- Négyzetrácsos:

Ezt a füzetet a matematika, fizika és egyéb számolással és ábrázolással kapcsolatos tárgyakhoz használják, esetleg még a cégeknél is a számolásos munkakörben dolgozók. (pl.: könyvelők)
- Vonalas:

Szövegek írására a legalkalmasabb fajta.
Léteznek még egyéb, ún. „különleges” füzetek is. Ezek az ének-, szótár- és leckefüzetek.
Egy énekfüzetben 5-5 soros kotta található, amelybe a hangjegyeket lehet írni.
A szótárfüzet egy kisalakú (A6) füzet, amelyben két hasáb van az idegen szónak, valamint a magyar megfelelőjének.
Leckefüzetbe a hét minden napja le van írva, heti bontásokban (2-2 laponként), és ebben lehet vezetni a tanulnivalókat.